# Welfrange
Welfrange (franska) (luxemburgiska: Welfreng lyssna (fil), tyska: Welfringen) är en ort i kantonen Remich i sydöstra Luxemburg. Den ligger i kommunen Dalheim, cirka 13,5 kilometer sydost om staden Luxemburg. Orten har 219 invånare (2022).